# Венгры в Германии
Венгры в Германии (нем. Ungarn in Deutschland, венг. Németországi magyarok) — этническое меньшинство на территории современной Германии.

## Численность
В Германии около 120000 венгров. Иммиграция венгров в Германию началась ещё в Средневековье. После Первой мировой войны иммиграция сильно увеличилась. 75 % венгерских иммигрантов проживает в Баварии, Баден-Вюртемберге и Гессене.
После Первой мировой войны лишь 60 % венгров прибыли в Германию с венгерским паспортом, так как многие из них прибыли из районов бывшего Венгерского королевства.
Динамика миграционного потока:
- После Второй мировой войны прибыло 30000
- 25000 прибыли после Венгерской революции
- 5000 венгров из Чехословакии после Пражской весны
- 30000 трансильванских венгров после 1975 года
- 15000 после падения советской власти в Венгрии
- 15000 венгров переехали после объединения Германии